# 1932年ドイツ大統領選挙
1932年ドイツ大統領選挙（1932ねん ドイツだいとうりょうせんきょ、ドイツ語: Reichspräsidentenwahl 1932）は、ドイツ国（ヴァイマル共和政）で1932年に行われた大統領（第3期）を選出する選挙である。

## 概要

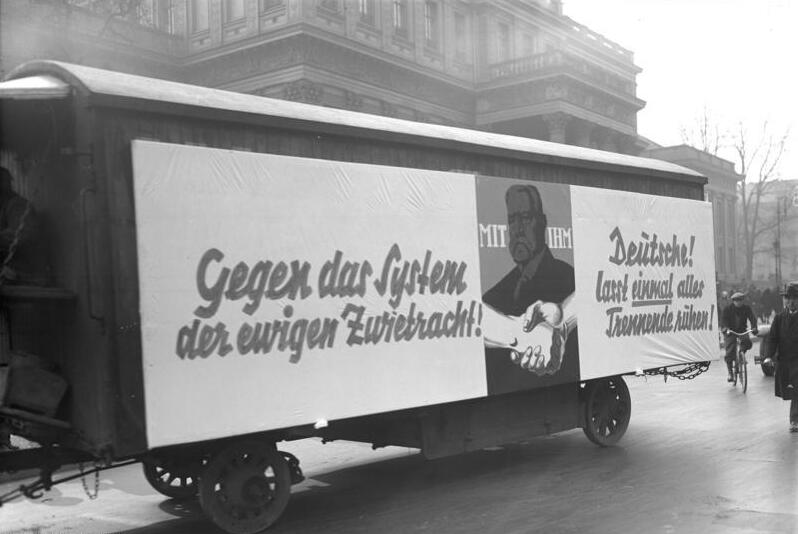
ヒンデンブルク陣営の選挙キャンペーン

第1回の投票は1932年3月13日に行われ、どの候補も過半数の得票を得られなかったので、ナチ党党首のアドルフ・ヒトラー、無所属で保守派のパウル・フォン・ヒンデンブルク、ドイツ共産党のエルンスト・テールマンの間での決選投票が同年4月10日に行われた。この結果、パウル・フォン・ヒンデンブルクが相対的多数の票を得て当選した。当初、ヒンデンブルクは憲法を改正して信任投票にしようと試みたが失敗した。

## 選挙制度
第1回の投票では、当選には過半数が必要であるが、第2回では最多得票者が当選できる。また、大統領選挙法の規定では、第1回の候補者でなくとも、第2回の投票に候補者として立候補できる。

## 候補者
| No. | 候補者名                       | 候補者名 | 政党名                     | 備考                                       |
| --- | ------------------------------ | -------- | -------------------------- | ------------------------------------------ |
| 1   | エルンスト・テールマン         |          | ドイツ共産党               | ドイツ共産党党首。                         |
| 2   | アドルフ・ヒトラー             |          | 国民社会主義ドイツ労働者党 | 国民社会主義ドイツ労働者党党首。           |
| 3   | パウル・フォン・ヒンデンブルク |          | 無所属                     | 現職大統領、元参謀総長・元帥。             |
| 4   | テオドール・デュスターベルク   |          | 鉄兜団                     | 退役軍人団体「鉄兜団、前線兵士同盟」団長。 |
| 5   | グスタフ・ヴィンター           |          | インフレーション被害者同盟 | 作家、有機農業運動家。                     |

## 選挙結果
前回の大統領選挙でヒンデンブルクを擁立した国家人民党や鉄兜団はデュスターベルクを擁立してヒンデンブルクを引きずり下ろそうとしたものの、保守・右派政党の支持層の多くはむしろヒトラー支持に回った上、ヒトラーは第一次大戦の英雄でもあるヒンデンブルクへの露骨な批判を避け、「ヒンデンブルクに敬意を、ヒトラーに投票を」と訴えたことから、結果的にデュスターベルクはドイツ共産党のテールマンにさえ得票で及ばず4位に沈んだ。
一方、前回の大統領選でヒンデンブルクと敵対したドイツ社会民主党、中央党、国家党などいわゆるヴァイマル連合(de)は、ヒトラーに勝ち得る候補を擁立できず、結果的に高齢のヒンデンブルクを支持した。
第1回投票で当選するには、絶対的多数つまり過半数での得票が必要であったが、どの候補も過半数獲得はできなかった。第2回投票は実質的にヒンデンブルクかヒトラーかを選択する投票であり、ヒンデンブルクが多数得票を得て大統領に当選した。
| 候補者                   | 候補者                         | 所属政党                   | 第1回投票  | 第1回投票 | 第2回投票  | 第2回投票 |
| 候補者                   | 候補者                         | 所属政党                   | 得票数     | 得票率    | 得票数     | 得票率    |
| ------------------------ | ------------------------------ | -------------------------- | ---------- | --------- | ---------- | --------- |
|                          | パウル・フォン・ヒンデンブルク | 無所属                     | 18,651,497 | 49.61%    | 19,359,983 | 53.06%    |
|                          | アドルフ・ヒトラー             | 国民社会主義ドイツ労働者党 | 11,339,446 | 30.16%    | 13,418,547 | 36.77%    |
|                          | エルンスト・テールマン         | ドイツ共産党               | 4,938,341  | 13.13%    | 3,706,759  | 10.16%    |
|                          | テオドール・デュスターベルク   | 鉄兜団、前線兵士同盟       | 2,557,729  | 6.80%     |            |           |
|                          | グスタフ・ヴィンター           | インフレーション被害者同盟 | 111,423    | 0.30%     |            |           |
| 総計                     | 総計                           | 総計                       | 37,598,436 | 100.0%    | 36,485,287 | 100.0%    |
|                          |                                |                            |            |           |            |           |
| 有効票数（有効率）       | 有効票数（有効率）             | 有効票数（有効率）         | 37,598,436 | 99.99%    | 36,485,287 | 99.98%    |
| 無効票・白票数（無効率） | 無効票・白票数（無効率）       | 無効票・白票数（無効率）   | 4,881      | 0.01%     | 5,474      | 0.02%     |
|                          |                                |                            |            |           |            |           |
| 投票総数（投票率）       | 投票総数（投票率）             | 投票総数（投票率）         | 37,603,317 | 85.56%    | 36,490,761 | 82.81%    |
| 棄権者数（棄権率）       | 棄権者数（棄権率）             | 棄権者数（棄権率）         | 6,346,364  | 14.44%    | 7,573,197  | 17.19%    |
|                          |                                |                            |            |           |            |           |
| 有権者数                 | 有権者数                       | 有権者数                   | 43,949,681 | 100.0%    | 44,063,958 | 100.0%    |
| 出典：Nohlen & Stöver    |                                |                            |            |           |            |           |

## 影響
再選を果たしたヒンデンブルクは、6月1日に保守派のフランツ・フォン・パーペンを首相に任命した。しかし、右翼のナチ党からも左翼のドイツ社民党やドイツ共産党からも支持を受けることが出来なかった。7月20日にパーペン首相は、プロイセン自由州の命令違反を理由にプロイセン・クーデター（Preußenschlag）を起こし、プロイセン自由州政府内の「ヴァイマル共和国派」「反ナチ派」「左翼」を根こそぎ一掃した。